# Ocultismo nazi

El sol negro (schwarze sonne) formado por doce runas sig. Diseño empleado en el suelo de la Sala de los Generales Mayores del Castillo de Wewelsburg.

En términos generales, la expresión ocultismo nazi se refiere al conjunto de prácticas y creencias religiosas sostenidas real o presuntamente por los nazis. Según algunos autores, Heinrich Himmler quería que el centro espiritual del Nuevo Orden nazi fuese el castillo de Wewelsburg, donde se reunían jerarcas de las SS, y en cuya torre norte se conjugaban la cruz gamada y el sol negro. Las teorías sobre el origen de los arios y la naturaleza del Grial, así como la mitología nórdica y celta, influyeron enormemente en Himmler, que tuvo como mentor al ocultista Karl Maria Wiligut.
El líder de la ocultista y antisemita Sociedad Thule, Rudolf von Sebottendorf, afirmó que Adolf Hitler, Dietrich Eckart, Rudolf Hess, Heinrich Himmler y Alfred Rosenberg fueron miembros de dicha sociedad, desaparecida hacia 1925. No existen pruebas de que los nazis mencionados perteneciesen a esta sociedad secreta, aunque sí se sabe que el mentor de Hitler, Dietrich Eckart, dio dos conferencias para la misma.
Paralelamente, Adolf Hitler y algunos de sus subalternos, como Ernst Roehm o Rudolf Hess, mostraron interés en la astrología.
Los nazis, basándose en obras como los Los protocolos de los sabios de Sion, consideraban que el judaísmo se servía de la masonería. En 1934 se prohibió a los masones pertenecer al Partido Nazi y que fuesen militares o empleados públicos en Alemania. Ese año se empezaron a cerrar logias alemanas y en 1935 ya se encontraban todas clausuradas. El régimen nazi también cerró la Sociedad Antroposófica de Alemania. Tras el vuelo de Hess a Gran Bretaña, que algunos creen que había realizado animado por predicciones astrológicas, Hitler encargó a Reinhard Heydrich la organización de una acción contra ocultistas del Reich, que tuvo lugar el 9 de junio de 1941 con centenares de detenciones.

## Gruposvölkisch
Guido von List decía que se había producido en el mundo una sucesión de cinco edades y que la heredera de la última era la Alemania antigua y, por consiguiente, era superior a las otras. La religión originaria podía manifestarse de forma exotérica, mediante el wotanismo, y esotérica, mediante el armanismo (armanenschaft), destinado a elegidos e iniciados. Los armanes serían, pues, un grupo selecto heredero de los reyes-sacerdotes de la antigua Alemania aria. List fundó en 1908 la Sociedad List y, en 1911, creó la Orden Superior de los Armanes para ser la élite de la Sociedad List.
En el libro Germania de Tácito, del siglo I, se habla de la tribu germánica de los hermiones o los irminones. De aquí sacó List el término armanen. Los armanes llevaban a cabo rituales al Sol, ritos ancestrales y analizaban el significado de las runas.
Philipp Stauff fue un destacado miembro la Sociedad List y de la Orden Superior de los Armanes. Escribió una obra sobre arquitectura tradicional alemana, Runnenhäuser, publicada en 1913, que influyó en departamentos de la Ahnenerbe dedicados al estudio de las runas y las marcas tradicionales de las casas.
La historiadora Brigitte Hamann descubrió entre los libros de Hitler requisados tras la Segunda Guerra Mundial y conservados en la Biblioteca del Congreso de Estados Unidos uno de Rabindranath Tagore con una dedicatoria que dice:

Al señor Adolf Hitler, mi querido amigo armano. B. Steininger

Jörg Lanz von Liebenfels contribuyó con la creación de la ariosofía. Estableció en 1905 que los primeros arios tenían un origen divino y que habían sido engendrados mediante el uso de electricidad. Sin embargo, se corrompieron posteriormente mezclándose con razas de simios.
Liebenfels era un fraile cisterciense que se salió del convento y fundó en 1900 la Orden de los Nuevos Templarios. Esta orden tenía su sede principal en el Castillo de Werfenstein, sobre el cual ondeaba desde 1907 una bandera con la esvástica.
Las teorías de Liebenfels tuvieron mucha difusión en su momento. Sus ideas se divulgaron en revistas como Ostara, fundada por Liebenfels en 1905, de la cual Adolf Hitler era un asiduo lector. Esta revista subsistió hasta 1931.
En febrero de 1932 Liebenfels escribió a un correligionario que Hitler era seguidor de sus ideas y que ganarían con él, provocando un movimiento que "haría temblar al mundo". Ese mismo año, sus amigos le llamaron pionero del nacionalsocialismo. Sin embargo, la orden que había fundado languideció en la década de 1930 y en 1938 las publicaciones de este autor fueron prohibidas en el Tercer Reich. En 1932 fundó el Club Lumen con el industrial Walthari Wölfl, pero este club fue disuelto en 1938.
La ariosofía y el ario-germanismo estaban también presente en el Svastika-Zirkel (Círculo de la Esvástica) o Svastika-Heim (Hogar de la Esvástica), fundado en 1920 por Ernst Issberner-Haldane. Se trataba de un grupo esotérico que organizaba reuniones y charlas.
El editor de los Protocolos de los sabios de Sión en alemán fue Ludwing Müller von Husen, miembro de la Germanen und Wälsungorden, un grupo antisemita y anticatólico que tenía como referente el paganismo germánico.
El 5 de abril de 1911 se creó en Magdeburgo la Logia Wotan, a la que pertenecieron Theodor Fritsch, editor de la revista Hammer, y Philiph Stauff. Esta logia solo existió durante un año.
En 1912 Theodor Fritsch fundó en Magdeburgo la Reichshammerbund ("Liga del Martillo del Reich"), que se expandió por otros lugares de Alemania. Posteriormente, el 12 de marzo de ese mismo año, Fritsch fundó en su seno en Berlín la Germanenorden, una sociedad que no se autodefinía como secreta pero que mantenía en secreto sus miembros y sus actividades. En el acto fundacional también estuvieron Philiph Stauff y Hermann Pohl, que se convirtió en el primer líder de la organización. Esta tomó como símbolo la esvástica y se centró en el nacionalismo, el paganismo, la superioridad de la raza nórdica, las ciencias ocultas, la magia y la filosofía.
Dentro de la Germanenorden hubo desavenencias y de ahí salieron otras dos organizaciones: en 1916 la Germanenordens Walvater vom Heiligen Gral y en 1918 la Sociedad Thule.
La Germanenordens Walvater vom Heiligen Gral pretendía vincular la superioridad racial alemana y el contacto con la tierra y el pueblo con la de la pureza de la Sangre representada por el Grial. Estaba dirigida por Hermann Pohl. Rudolf von Sebottendorf colaboró con Pohl en la revista mensual Runen, que salió el 21 de cada mes entre enero y diciembre de 1918. Según decía el primer número de la revista, las runas eran presentadas aquí como medio de introducirse en las ciencias ocultas.
El 17 de diciembre de 1918 se fundó en el hotel de la Cuatro Estaciones de Múnich una logia de la Germanenorden para Baviera, encabezada por Rudolf von Sebottendorf. Este sería el origen de la Sociedad Thule. Thule habría sido la tierra o ciudad mítica de los primeros arios. Virgilio, en su poema Geórgicas, usó la palabra "Thule" para referirse al último extremo del mundo. Esta sociedad organizaría conferencias sobre historia, el horóscopo, mitología, esoterismo, arqueología y política. También se practicaban rituales populares y adivinación con el tarot.
Sebottendorf proponía, siguiendo la tradición rosacruz, la construcción de un templo interior. Del mismo modo, hablaba de crear el Halgadom, donde se uniesen lo material y lo espiritual (al estilo del Arca de la Alianza), el pasado y el futuro. Según él, debía construirse un imperio germano con las armas, con una política nacional de índole superior, nutrido de las tradiciones y de la cosmovisión (weltanschauung) germánica.
La Sociedad Thule creó una sección de asalto denominada Thule-Kampfbund ("Liga de Combate Thule") con desencantados con la República de Weimar y con la resolución de la Primera Guerra Mundial, así como anticomunistas, para realizar labores de propaganda en la calle, infiltración y acciones extremistas.
Tras la muerte del editor Franz Eher en agosto de 1918, Sebottendorf se convirtió en redactor jefe del periódico que editaba, el Münchener Beobachter. El 14 de septiembre de 1918 Käthe Bierbaumer, amiga de Sebottendorf, fue inscrita en el registro mercantil como propietaria de la editorial Franz Eher Nachfolger y, el 30 de septiembre, pasó a figurar como socia del periódico Dora Kunze, hermana de Sebottendof. El periódico muniqués pasó a ser un órgano de expresión de la Sociedad Thule. En 1919 cambiaría su nombre por Völkischer Beobachter y desde 1920 sería el órgano oficial de propaganda del Partido Nazi.
En 1919 algunas personas relacionadas con la Sociedad Thule, entre las que estaban Anton Drexler, Michael Lotter, Karl Harrer y Dietrich Eckart, fundaron en Múnich el Partido Obrero Alemán.
Hitler asistió a las reuniones del Partido Obrero Alemán. Dietrich Eckart llegó a ser mentor de Hitler y este le dedicó frases elogiosas en su libro Mi lucha. En 1920 se constituyó el Partido Nacionalsocialista Obrero Alemán (conocido como el Partido Nazi).
Según el académico Nicholas Goodrick-Clarke la Sociedad Thule se disolvió hacia 1925.
Erich Ludendorff fracasó en las elecciones de 1925 y fundó la Liga de Tannenberg (Tannenbergbund), una secta exclusivamente místico-religiosa. Hitler, que había tomado algunas ideas religiosas de Artur Dinter y de Dietrich Eckart, se opuso a las de Ludendorff, escribiendo en Mi lucha:

Lo curioso de este pueblo es que no para de hablar del antiguo heroísmo germánico, de la oscura prehistoria, las hachas de piedra, las lanzas y los escudos, pero en realidad son los mayores cobardes que uno pueda imaginar. El mismo pueblo que enarbola imitaciones académicas de las antiguas espadas de estaño alemanas y luce un disfraz de piel de oso con cuernos de toro sobre barbadas cabezas, no predica en el presente más que la lucha con armas espirituales y corre todo lo que puede para huir de la cachiporra comunista.

Dos años después, Hitler prohibió a los nazis adherirse a la Liga de Tannenberg.
En una conversación entre Adolf Hitler, Hans Schemm y Otto Wagener durante el conocido por los nazis como "periodo de lucha" (Kampfzeit) de 1925-1933 Hitler dio su opinión sobre el reconstruccionismo de los sectores völkisch:

Ya he prohibido todas estas tonterías firmemente varias veces [...] todas estas historias de los lugares de Thing, de los solsticios, de la serpiente de Midgard y todo lo que está sacado de los tiempos germánicos primitivos. Después les leen a los jóvenes de 15 años a Nietzsche y a través de citas ininteligibles les hablan del superhombre y les dicen que eso han de ser ellos

Schemm respondió:

Me agrada mucho escucharle decir eso. [...] Se hablan muchos sinsentidos sobre el culto a Wotan y el espíritu de la Edda

En la misma conversación, Hitler matiza que ese reconstruccionismo basado en antiguos dioses crearía cultos sin relevancia, similares a los cristianos: 

Los jóvenes sólo conocen estas festividades religiosas absurdas y, a veces, completamente inverosímiles, como la Concepción de la Virgen María, el día de José, el Corpus Christi; además, una estructura de palabras completamente terrible que nadie sabe interpretar correctamente [...] Si, por supuesto, quisiéramos llevar a los jóvenes a una montaña para cantar con ellos canciones estúpidas, como lo hacen todavía hoy hombres y mujeres adultos en las iglesias, y si luego quisiéramos adorar estos fuegos, como lo hacen los ancianos en estas iglesias talladas en madera y con cuadros pintados o incluso con reliquias ficticias, entonces los que dicen tienen razón: que vayan a los lugares de culto cubiertos para que al menos no se resfríen. [...] La tarea de las Juventudes Hitlerianas no es ni religiosa, ni racial, ni filosófica, ni política, ni económica, sino puramente natural: los jóvenes en crecimiento deben ser reconducidos a la naturaleza, la naturaleza debe reconocerse como su fuente de vida y fuerza, fortalecer y desarrollar sus cuerpos al aire libre, hacerlos saludables y mantenerlos saludables. Porque sólo en un cuerpo sano puede desarrollarse una mente sana y sólo en la libertad de la naturaleza una persona se abre a una moral superior.

En 1933, tras la toma del poder por los nazis, Von Sebottendorf, que abandonó Alemania en 1923 y había estado en Suiza, Turquía, Estados Unidos y Centroamérica, regreso a su país. Publicó un libro titulado Antes de que Hitler viniera, sobre la Sociedad Thule, en el que se mostraba como precursor del nazismo. El libro fue prohibido y Von Sebottendorf estuvo detenido entre enero y marzo de 1934. Tras esto regresó a Turquía.
Consta, por un anuncio de 1912 en la revista Hammer de Theodor Fritsch, que existió una Sociedad Éddica Wotan dirigida por Adolf Kroll. Este publicó varios libros hasta 1929 relacionados con el culto a Wotan y las Edda. De esta sociedad no se sabe casi nada. El libro de Kroll titulado Allvater ("El Todopoderoso"), publicado en 1918 y que cuenta con dos esvásticas en su portada, influyó en la obra Am Nornen Quelle ("En la fuente de las nornas") de Hermann Güntert, publicada por los armanistas en 1933.
El Movimiento Alemán de la Fe (Deutsche Glaubensbewegung), activo entre 1933 y 1945, se desmarcaba en sus bases programáticas de los adoradores de Wotan.

## Simbología y terminología nazi

Bandera del Partido Nazi, con la cruz gamada.

En ocasiones la cruz gamada se presentaba con brazos curvos, al estilo de una rueda solar (sonnenrad), como en el tapiz que cubría la pared sobre la mesa de trabajo de Reinhard Heydrich en Praga.

Pareja de runas sig de las SS.

En el nacionalsocialismo la cruz gamada (hakenkreuz) conserva una de las propiedades esenciales de la primitiva esvástica: la de anunciar un cambio importante en aquellos que la comparten como símbolo.
La esvástica había sido usada previamente por la Germanenorden, de donde salió la Sociedad Thule. También a comienzos del siglo XX en Alemania estaba la influyente Alldeutscher Verband ("Liga Pangermana"), con una gran cantidad de miembros, que empleaba las runas y la esvástica.
La Orden de los Nuevos Templarios, fundada por Liebenfels en 1900, usaba como símbolo de la lucha y de la victoria de la raza aria una bandera con una esvástica. En 1920 Ernst Issberner-Haldane fundó en Berlín el Círculo de la Esvástica, de tipo ariosófico. En un artículo de 1919 de la revista Sphinx de la Comunidad Ocultista Alemana, fundada a finales del siglo XIX, se decía:

La cruz de la esvástica significa la sustancia principal a través de la cual el Padre del mundo reveló su voluntad y fue considerada por los otomanos como un "sello del Dios viviente". La imagen misteriosa de este sello, que habla de "nacimiento y vida", fue representada por figuras simbólicas por los conocedores de la raza blanca, los Ur-arios, que para los indios significa la "rueda de la fortuna". También es adorado hasta el día de hoy como signo de salvación en las casas de oración. Nada ha cambiado en términos de su poder inherente, solo los cultos asociados con ella tomaron diferentes formas de acuerdo con los tiempos cambiantes. El necio busca la sabiduría y no la encuentra, pero la ciencia es asequible para los iniciados.

Wilhelm Schwaner publicó, entre 1904 y 1907, la Biblia germánica: de los escritos sagrados de todos los pueblos germánicos. Esta obra fue reeditada durante el Tercer Reich y prologada por el ministro de Asuntos Eclesiásticos Hanns Kerrl. Trata de la cruz gamada como símbolo sagrado, de la interpretación de las runas, de los nombres de los meses en antiguo germano, del horóscopo y de otros temas. También habla de la obra Germania de Tácito, el cantar de los nibelungos, los ancestros germánicos y las biografías de personajes europeos. En 1913 se fundó en Thale la organización Germanische Glaubens Gemeinschaft, de carácter pangermanista y espiritual, que contó entre sus miembros con Schwaner y que duró unos cincuenta años.
No estaba previsto que la cruz gamada fuese el símbolo alemán para siempre. Cuando el arquitecto Albert Speer diseñó una nueva capital para el Reich estableció que el Fürher y sus sucesores vivirían en un edificio con la cúpula más grande del mundo, sobre la cual habría un águila sosteniendo la cruz gamada. Hitler modificó esa figura, diciendo que el águila no debería sostener la cruz gamada sino un orbe. Esto significaba que una vez que el movimiento triunfase y se instaurase el Nuevo Orden, el nacionalsocialismo como tal ya no existiría y se crearía una humanidad nueva, con un nuevo entendimiento de las cosas.
Hitler y el general Erich Ludendorff protagonizaron un intento de golpe de Estado en Múnich el 9 de noviembre de 1923. Dieciséis de los golpistas murieron. La bandera del Partido Nazi con la cruz gamada que llevaba uno de los golpistas, Heinrich Trambauer, se manchó de sangre de tres caídos. Hitler fue encarcelado hasta 1924 pero la bandera fue guardada por simpatizantes.
La conocida como "bandera de sangre" (blutfahne) se consideró una auténtica reliquia. Se guardaba habitualmente en la Casa Parda o Casa del Partido en Múnich. Los estandartes que llevaban los abanderados de las distintas secciones de las SA debían ser puestos en contacto físico con la blutfahne en presencia de Hitler.
En 1925 se crearon las Escuadras de Protección (Schutzstaffel), también conocidas como SS. 
En 1929 Heinrich Himmler se puso al mando de las SS, organización por entonces muy reducida. Los miembros llevaban una calavera con dos tibias, que representaba la fidelidad hasta la muerte, y una pareja de runas sig. Esta runa significaba originalmente "Sol", aunque también fue interpretada posteriormente como sieg, que significa en alemán "victoria".
Las SS usaron insignias rúnicas para sus divisiones. Un ejemplo es la runa odal que había sido usada como símbolo identificativo, entre otros, por la Germanenorden, antes de ser usada en 1942 por la 7.ª División de Montaña SS Prinz Eugen.
La Comunidad Ocultista Alemana y la Germanenorden usaron como saludo ¡Heil und Sieg! antes del nazismo.
Himmler se inspiró en las órdenes militares (templarios, caballeros teutónicos, etc.) y en los jesuitas para llevar las SS. Los jesuitas tenían un voto de obediencia al papa y vestían de negro, por lo que los miembros de las SS debían tener la misma fidelidad por Hitler y vestir de ese color. También tomó de los jesuitas la idea del retiro para avanzar cualitativamente en las creencias.
En febrero de 1933 se produjo la toma del poder por parte de los nazis. El 11 de marzo de ese año el canciller Hitler solicitó al todavía presidente Paul von Hindenburg que la bandera nazi con la cruz gamada ondease en las ceremonias anuales en recuerdo de los muertos en la guerra, como si fuese una bandera del Estado, y el presidente aceptó.
La Sociedad Espiritualista Alemana, fundada a principios del siglo XX, retomó el término medieval gau para su organización territorial. La Germanenorden usaba el término Gaulogen para nombrar a sus logias regionales. La Organización Cónsul, una sociedad secreta que cometió más de trescientos asesinatos entre 1921 y 1922 y de la que formó parte Hermann Ehrhardt, empleaba el término Gauletier para los jefes de distrito de la organización. Los nazis también llamaron a los líderes de zona durante el Tercer Reich como Gauleiter.

## Nacionalsocialismo y cristianismo
Al respecto de la situación religiosa en el Reich, se llegó a ver a la religión como una fuerza que podía contribuir a repeler al marxismo ateo, y se llegaba incluso al punto de considerarlas como un instrumento de una dictadura antimarxista. Con algunas de sus opiniones religiosas, Hitler pretendió ganarse la simpatía de católicos y protestantes alemanes. En su discurso del 23 de marzo de 1933 dijo que «el gobierno nacional ve en las dos confesiones cristianas los factores más importantes para el mantenimiento de nuestro pueblo». Esta ideología contenía, en sus rasgos fundamentales, elementos de una religión sui generis en competencia con el cristianismo, los cuales se reflejaban con toda claridad en el movimiento iniciado por Mathilde Ludendorff «en pro de un conocimiento alemán de Dios acorde con la raza». Los orígenes arios eran investigados por la Ahnenerbe. La cuestión de la religión, vista como una manera de interpretar el mundo, estaba contemplada desde las ideas que relacionaban el código genético con el comportamiento espiritual de las razas y que sostenían la «adecuación racial» o grado de acomodación a la idiosincrasia de la raza que debía asumirla para la preservación de la identidad y la cultura nacionales. Así, bajo el régimen nazi, el programa de una «religión conforme a la raza» tuvo como una de sus metas despojar al cristianismo de todo rasgo judaico.
En el seno del partido, Alfred Rosenberg asumió dos tareas fundamentales. La primera de ellas preocuparse por el aparato teórico, argumental e instrumental nacionalsocialista. La segunda era sustituir el cristianismo en Alemania por otras creencias religiosas que consideraba más acordes a la comunidad popular (volksgemeinschaft). Esto provocó la reacción de las iglesias cristianas alemanas contra Rosenberg, que fue acusado de querer restaurar el paganismo y el wotanismo. Él se defendió diciendo que respetaba a católicos y protestantes y que solamente quería dar a conocer a un Jesucristo ario. Según él, el Cristo ario había sido ocultado por los judíos y, en especial, por Pablo de Tarso. Hitler tuvo que intervenir, afirmando que era un católico bautizado y firmemente creyente en su fe y que el Partido Nazi no atentaría jamás contra las creencias católicas o protestantes.
Y es que Hitler no quería enfrentarse con las creencias católicas o protestantes de otros nazis por entonces y llegó a decir en privado a Martin Bormann que ya se arreglarían cuentas con los cristianos en su momento.
De hecho, los nazis apoyaron a organizaciones religiosas como los Cristianos Alemanes (Deutschen Christen), dirigida por el teólogo Ludwig Müller, considerado el “obispo del Reich”.
El grupo alemán Rosa Blanca, conformado por cristianos, escribió en un panfleto de enero de 1943 que la resistencia contra los nazis era en el fondo una lucha contra "el demonio" y los "emisarios del anticristo".

## Astrología y otras pseudociencias
Hitler leyó a mediados de la década de 1920 el libro Magia: historia, teoría y práctica de Ernst Schertel. Disponía de un ejemplar, firmado por el autor, en el que subrayó frases tales como: "el horror siempre acecha en el fondo del mundo mágico y todo lo sagrado siempre está mezclado con el horror"; "Satán es el guerrero fertilizador, destructor-constructor"; "quien no lleva dentro de sí semillas demoníacas nunca alumbrará un nuevo mundo".
Hitler tenía una biblioteca personal con unos 16 300 libros. Unos 1 200 de ellos se encuentran en la Biblioteca del Congreso de los Estados Unidos. En 1945 Hitler se llevó a su búnker unos ochenta libros de su biblioteca. Estos fueron tomados por el coronel estadounidense Albert Aronson en mayo de ese año y fueron donados a la Universidad Brown en 1986. Entre estos libros estaban Magia: historia, teoría y práctica (1923), Las profecías de Nostradamus (1921) y ¡Los muertos viven!: evidencia fáctica incontrovertible. Introducción concisa y comprensible al campo del ocultismo. Hipnotismo, sonambulismo, espiritismo y teosofía; los fenómenos del mediumnismo. La verdad sobre la masonería. Ocultismo y cristianismo (1922).
Según John Toland, después de que Hitler recibiese lecciones de lenguaje corporal del vidente y astrólogo Erik Hanussen, este le pidió que lanzara su horóscopo. Hanussen lo hizo y dijo que Hitler tendría obstáculos para alcanzar el poder que podrían ser retirados solo sacando una mandrágora que se encontraba en el patio de un carnicero en la ciudad natal de Hitler a la luz de la luna llena. Se desconoce si Hitler hizo caso a la predicción.
Según una nota de prensa de la British United Press publicada en The Argus el 17 de octubre de 1933, a Hitler le regalaron un martillo de plata como símbolo del futuro del nazismo. En una ceremonia con varias autoridades de reinauguración de un museo de arte de Múnich que había ardido en 1931, Hitler golpeó con el martillo de plata la piedra angular del museo y el martillo se rompió, lo que fue visto como un mal presagio.
Según John Toland, Hitler participó en una ceremonia de adivinación teutónica por la mañana temprano el 1 de enero de 1939 que incluyó el vertido de plomo fundido en agua para determinar su futuro. Hitler no habría quedado satisfecho con el resultado, se habría levantado del sillón y habría hablado duramente mientras miraba fijamente un fuego.
Hitler tuvo interés por la astrología y en 1935 envió un cálido telegrama a Hubert Korsch, el presidente de la Oficina Central Astrológica Alemana.
Según el historiador estadounidense Timothy W. Ryback, la mayoría de los estudiosos descartan la idea de que Hitler se tomara en serio las ideas de estos cultos, pero los márgenes de varios de sus libros confirman al menos un compromiso intelectual con la esencia del ocultismo durante los años veinte de la era de Weimar.
Rudolf von Sebottendorff, Wilhelm Gutberlet, Rudolf Hess, Ernst Roehm y Heinrich Himmler estaban fascinados por la astrología. El astrólogo de Himmler fue Wilhelm Wulff, que había sido miembro del Círculo de la Esvástica.
Según el historiador Guy Walters, Rudolf Hess estaba interesado en la magia arcana, la astrología, la adivinación, los péndulos y la telekinesis.
Según el académico Richard B. Spence, el mentor en temas místicos de Hess fue Karl Haushofer.
Una de las razones por las cuales Hess voló a Inglaterra para intentar una paz con el Reino Unido fue un sueño en el que él era recibido en el Palacio de Buckingham por el rey de Inglaterra. Hess realizó su vuelo el 10 de mayo de 1941, cuando el sol y cinco planetas estaban en Tauro, lo que pudo haber considerado significativo.
El mago negro inglés Aleister Crowley colaboró con los servicios secretos británicos durante la Segunda Guerra Mundial. El 14 de mayo de 1941, cuando Hess llevaba cuatro días capturado por los británicos, Crowley escribió a Ian Fleming, oficial de inteligencia y autor de las novelas de James Bond, diciéndole:

Si es cierto que Herr Hess está muy influenciado por la astrología y la magia, mis servicios pueden ser de utilidad para el departamento en caso de que no esté dispuesto para hacer lo que deseáis

Según el teniente coronel R. W. G. Stephens, Crowley interrogó a Hess en unas instalaciones del MI5, el campo 020, durante tres semanas. En el campo Z del MI6 Hess empezó a tener alucinaciones y se quejó ante la Cruz Roja diciendo que le estaban mezclando con la comida un veneno mexicano para el cerebro. El académico Richard B. Spence sugiere que esto pudo ser un truco de Crowley.
Tras el vuelo de Hess a Gran Bretaña Hitler encargó a Reinhard Heydrich la organización de una acción contra ocultistas del Reich, que tuvo lugar el 9 de junio de 1941 con centenares de detenciones.
Con el paso de los años, Rudolf Hess, que cumplía condena en la prisión de Spandau, se fue alejando de las creencias esotéricas y se acercó tanto al cristianismo evangélico como al católico, según el testimonio de uno de sus guardias. 
Muchos de los astrólogos, clarividentes, zahoríes y parapsicólogos más famosos de Alemania continuaron disfrutando del éxito profesional y un amplio público lector después de la toma del poder de los nazis en 1933. Hans Bender, Karl Ernst Krafft, Gerda Walther, Hans-Hermann Kritzinger, Ludwig Straniak, Wilhelm Wulff e incluso aquellos astrólogos y parapsicólogos cuyas publicaciones comerciales finalmente fueron restringidas terminaron trabajando para el régimen en algún momento durante la Segunda Guerra Mundial.
Sin embargo, la Sociedad Antroposófica de Rudolf Steiner fue cerrada en 1935 porque se acusó a esta persona de judío, cosmopolita y de tendencias sectarias.
Durante la Segunda Guerra Mundial, el ministro de Propaganda Joseph Goebbels empezó a consultar escritos del vidente Nostradamus buscando profecías que beneficiasen al Reich.
Ernst Issberner-Haldane, que había fundado el Círculo de la Esvástica en 1920, se afilió al Partido Nazi en 1933. Colaboró con astrólogos famosos de entonces, como Reinhold Ebertin, para crear el centro Geistige Front ("Frente Espiritual"). Esta organización fue desarticulada en 1941.

### Departamento del Péndulo Sideral
Oficialmente, las "enseñanzas secretas y las llamadas ciencias ocultas" fueron prohibidas con la acción de junio de 1941. Sin embargo, esto no fue de ninguna manera el final de las actividades ocultistas ni de las pseudociencias en el Tercer Reich. Ciertas tareas que eran compatibles con los objetivos de la guerra alemanes y que no estaban demasiado en desacuerdo con la ideología nazi podían continuar. De este modo, algunos ocultistas y paracientíficos perseguidos se convirtieron en partidarios acérrimos del régimen nazi. Pocos meses después de dicha acción, algunas personas acosadas y arrestadas por el SD y la Gestapo fueron transferidas al Departamento del Péndulo Sideral (abreviado como Departamento PS, Abteilung SP). El departamento estaba subordinado al Alto Mando de la Kriegsmarine (OKM). Hasta el día de hoy no está claro quién creó el departamento, cuándo y qué círculos dentro de la marina y del régimen nazi lo sabían. Faltan documentos relevantes. La información detallada esencial proviene de informes de testigos presenciales de la posguerra, especialmente de Gerda Walther y Wilhelm Wulff. Cuando estos dos descubrieron por primera vez la existencia del Departamento PS en la primavera de 1942, ya existía desde hacía “algún tiempo”. Según Wulff, al menos el almirante Otto Schniewind debía estar al tanto de los experimentos. Lo más probable es que el departamento fuera fundado por el oficial naval Hans A. Roeder (1888-1985). Desde septiembre de 1939 fue asesor general de “invenciones y patentes” en la Dirección General de Armamento Naval. Según Walther, el teniente capitán se describió a sí mismo como un Pendler. Una posible razón para la creación del departamento fueron los éxitos de la Marina Real británica contra los submarinos alemanes. Según Walther, Roeder sospechaba que la Marina Real británica utilizaba péndulos para determinar la posición de los submarinos alemanes. Según Walther, "la parte alemana quería contrarrestar esto lo antes posible con algo similar". Sin embargo, la razón de los éxitos británicos no fue de naturaleza espiritual, sino que se debió a que se hicieron con una máquina de cifrado Enigma M3 completa del submarino alemán U 110 capturado el 9 de mayo de 1941. De este modo, los británicos pudieron "descifrar continuamente el tráfico de radio del comando de submarinos alemán durante varios meses con retrasos más o menos menores".

## Thingstätten

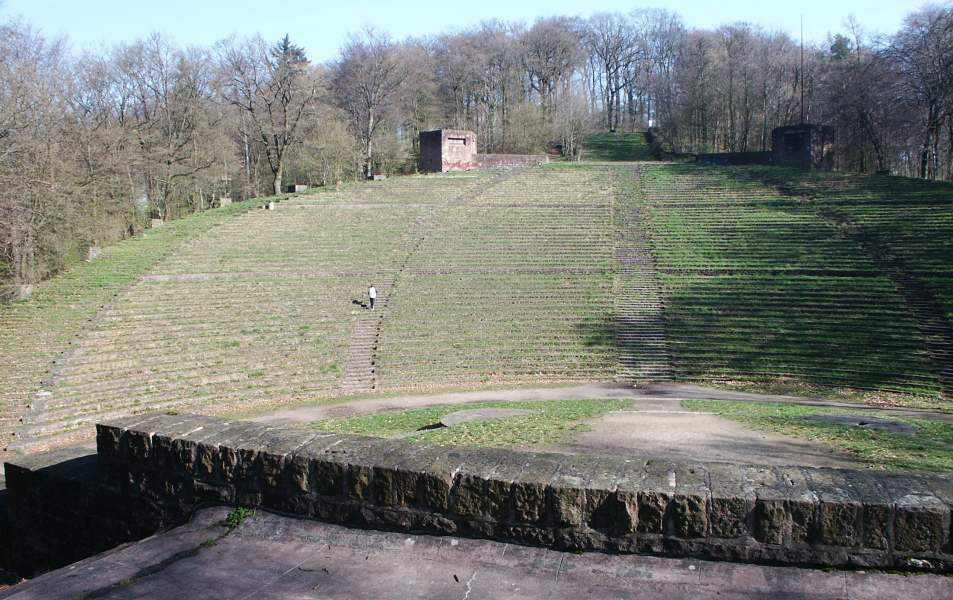
Thingstätte de Heidelberg, construido en 1935.

Los nazis establecieron por todo el territorio del Reich thingstätten en medio de los bosques. En la Antigüedad, los  thingstätten eran lugares rodeados de grandes piedras, colocadas de forma natural o por los constructores de megalitos, situados en los bosques donde tenían lugar ceremonias religiosas. Los nazis llevaban a cabo en ellos ceremonias de adoctrinamiento en la cosmovisión nacionalsocialista.

## Fuego
En Alemania existía una tradición milenaria relacionada con el fuego. Se encendían hogueras encima de montes o se lanzaban ladera abajo ruedas en llamas. Esto se hacía con un fuego sagrado, alumbrado con medios rituales específicos. Se hacía en relación con rituales de fertilidad, por solsticios y equinocios y para comunicarse con el mundo de los muertos.
Los nacionalsocialistas llevaban a cabo procesiones de antorchas para celebrar acontecimientos especiales o ponían hogueras o puntos con fuego en las ceremonias.
Entre los nacionalsocialistas existía una ceremonia de consagración del fuego que debía ser utilizado en los actos y solía coincidir con los discursos del líder del movimiento.

## La  Ahnenerbe
Según algunos investigadores, en 1932 se creó una Sociedad  de Estudio para la Herencia de los Ancestros. El fundador habría sido el místico Fiedrich Hielscher, que también fue maestro espiritual de Wolfram Sievers, coronel de las SS.
En 1935, tal vez inspirándose en la primera sociedad, Himmler fundó la Ahnenerbe, que estaría presidida por Herman Wirth, un neerlandés que había escrito sobre civilizaciones prehistóricas nórdicas y antiguas religiones arias. Wolfram Sievers fue nombrado secretario permanente.
Pronto se organizaron expediciones en su seno. Yrjö von Grönhagen fue a Finlandia, donde estudiaron el folklore local y a los magos y chamanes de la zona.
En 1937 Wirth fue sustituido en la presidencia por Walther Wüst, experto en cultura india. En 1939 la  Ahnenerbe pasó a incorporarse a las SS.
Entre las expediciones realizadas estuvo también la de Ernst Schäfer al Tíbet, entre abril de 1938 y mayo de 1939, para el análisis de la civilización tibetana y de su religión bon-po, también llamada de la esvástica. En esa cultura se hablaba de gigantes devoradores y de seres dotados de una doble naturaleza humana y celestial. El antropólogo de la expedición, Bruno Beger, anotó todo esto. Esta expedición fue ordenada personalmente por Himmler.

## Tumba de Enrique el Pajarero

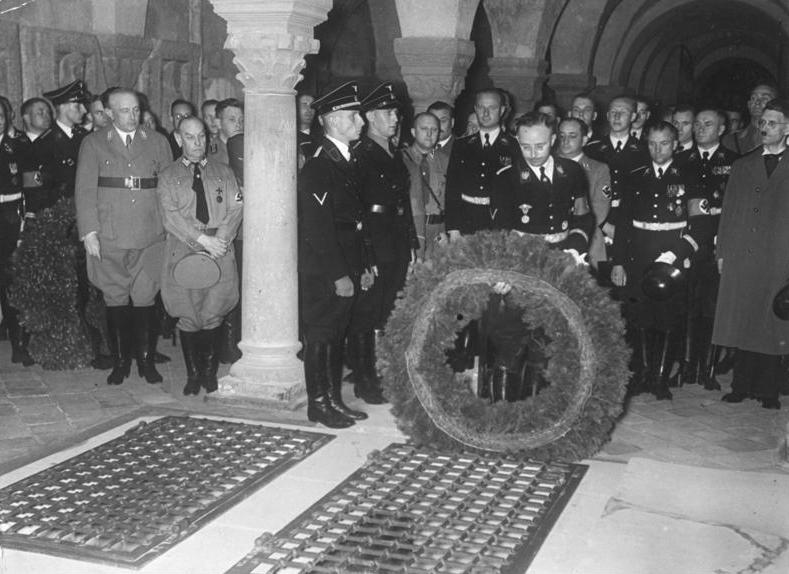
Himmler en la tumba de Enrique I de Sajonia en 1938.

Heinrich Himmler  sentía fascinación por el rey Enrique I de Sajonia, conocido como el Pajarero (Heinrich der Vogeler), y visitaba en los aniversarios de su muerte su tumba, que se encontraba en la cripta de la colegiata (stiftskirche) de Quedlinburg junto a la de su esposa santa Matilde de Ringelheim. En 1936, mil años después del fallecimiento de Enrique el Pajarero, el uso de la catedral fue arrebatado a los cristianos y entregado a las SS. Tras esto, se retiraron todos los símbolos cristianos y se colocaron las runas sig, el águila y la cruz gamada. En sus visitas, Himmler solía quedarse solo un tiempo junto al sepulcro y luego hablaba como si el espíritu del monarca difunto le hubiese trasladado mensajes.

## Castillo de Wewelsburg

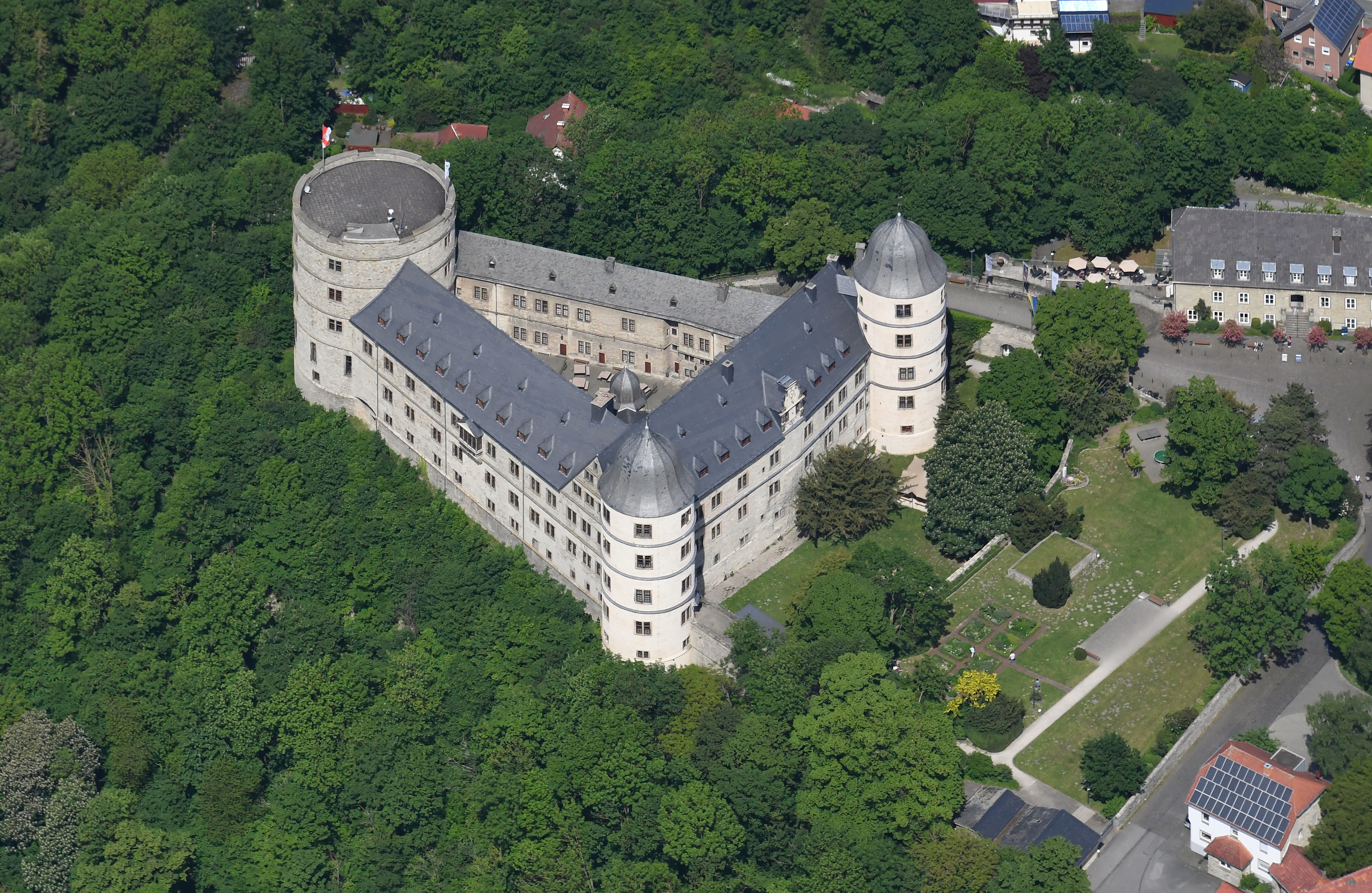
Vista aérea del castillo de Wewelsburg.

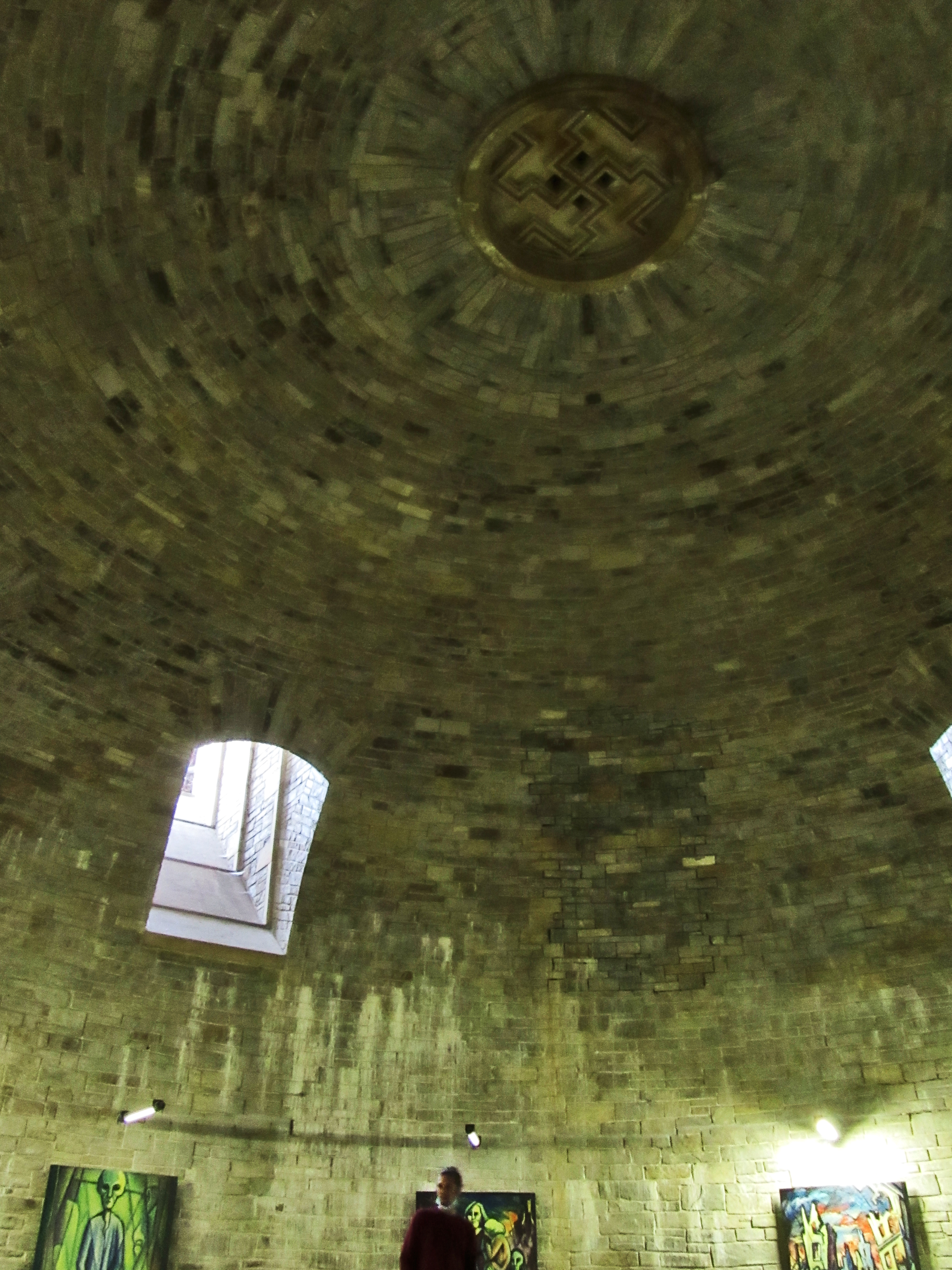
Techo de la planta baja de la torre norte del Castillo de Wewelsburg, con la cruz gamada con prolongaciones rectilíneas.

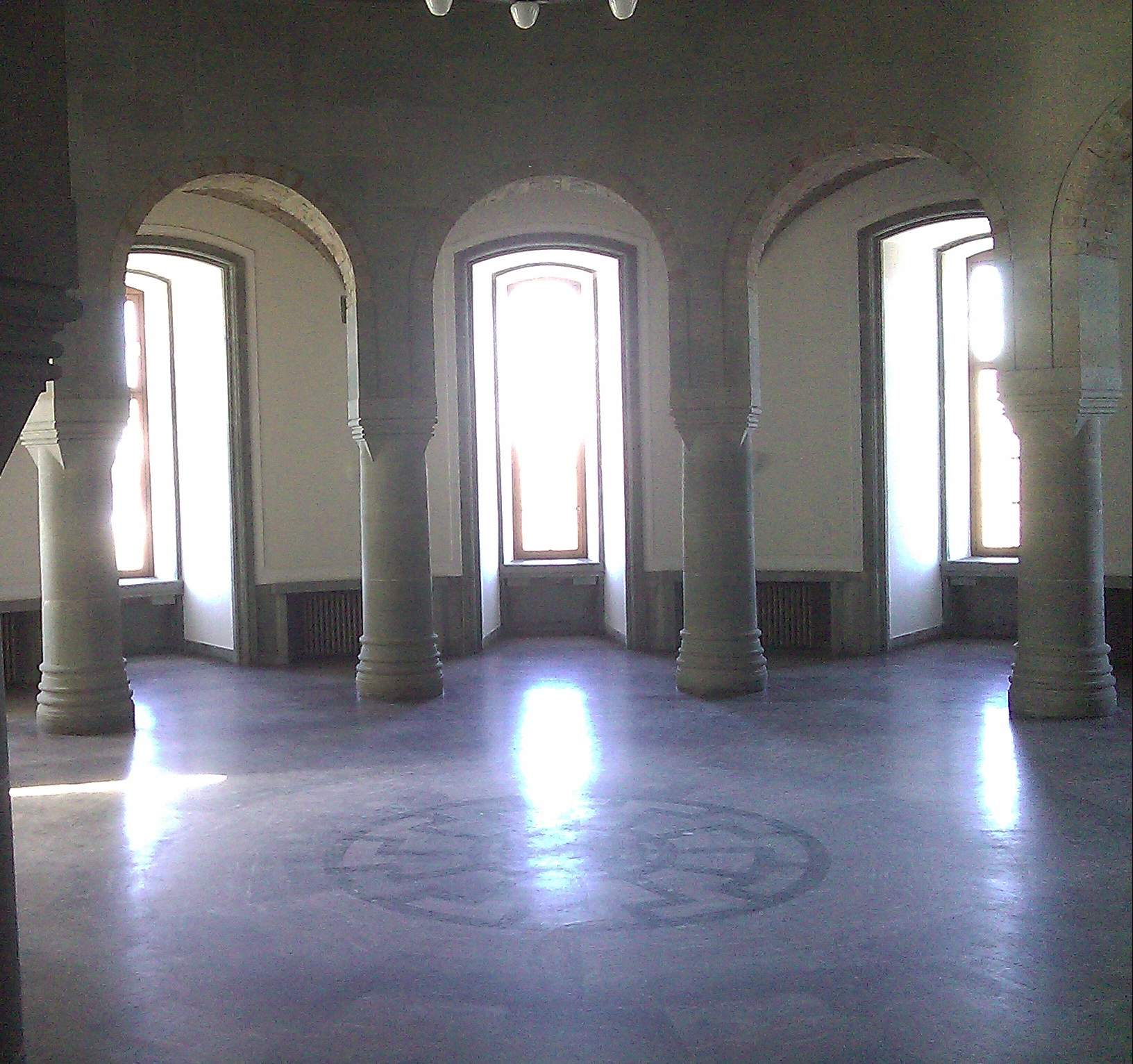
Sala de los Generales Mayores, en la torre norte del castillo de Wewelsburg, con el sol negro.

En 1934 Himmler requisó al obispado de Paderborn el castillo de Wewelsburg en Büren.
El lugar había sido usado antiguamente como lugar de ajusticiamiento de mujeres acusadas de brujería y conservaba unos 80 000 manuscritos de estos procesos.
El castillo de Wewelsburg es de planta triangular y tiene dos torres orientadas al sur y una al norte. Himmler escogió para su uso personal la torre suroeste. En la parte de abajo de esta torre se instalaron oficinas para controlar, con personal escogido por Himmler, la actividad del edificio. Las plantas superiores de esta torre albergaban habitaciones de Himmler con un conjunto de mobiliario medieval llamado de Enrique I. La torre sureste esta destinada a Aldolf Hitler, contaba con una biblioteca especial y estaba decorada con cuadros. No hay pruebas de que Hitler visitase el castillo,  aunque parece poco probable que no lo hubiera hecho y en Büren se dice que estuvo un par de veces. Las alas laterales y la meridional del castillo estaban ocupadas por una biblioteca de miles de libros dedicada a la mitología de los pueblos del mundo y objetos relacionados con estudios e investigaciones de las SS en Alemania y otros países. Muchos de estos libros, cuadros y objetos habían sido expoliados.
La torre norte del castillo de Wewelsburg fue totalmente reconstruida después de que el edificio pasase a control de las SS. Es una construcción de planta circular con tres plantas.
La planta inferior está alumbrada por huecos en la pared y cuenta con un foso de baja profundidad, rodeado de un muro de piedra, en el cual quedan los restos de algo parecido a una tubería o canalización que puede haber sido una canalización de gas para encender un fuego permanente. Alrededor del muro de piedra se encuentran doce sitiales que no se sabe para qué servían. La versión más extendida es que este lugar servía para guardar los anillos de los altos cargos de las SS fallecidos. En la bóveda de esta planta hay una cruz gamada con brazos prolongados entre los cuales se abren cuatro respiraderos.
La planta intermedia es una gran sala con un círculo de columnas que tiene en el centro del pavimento doce runas sig en círculo formando una rueda solar (sonnenrad) que representa el sol negro (scharze sonne). Es denominada Sala de los Generales Mayores, una graduación que solo se alcanzaba por decisión personal del jefe de las SS. Según Walter Schellenberg, que fue un oficial en el servicio de información de las SS, cada uno de estos miembros escogidos llevaba un anillo de plata personalizado que Himmler recuperaba cuando morían. También según Schellenberg, en esta sala había una mesa redonda y se realizaban ceremonias especiales con fuego, procesiones de antorchas e invocaciones a los antiguos dioses teutónicos con individuos escogidos. Este mismo oficial de las SS narra que a veces se situaba en el centro del sol negro del suelo un disco de oro, los adeptos se colocaban alrededor y se llevaban a cabo oraciones con el fin de establecer contacto espiritual entre este sol negro y la cruz gamada del techo de la planta inferior, considerada como el inframundo.
La planta superior iba a estar cubierta por una gran bóveda elevada, pero debido al curso de la Segunda Guerra Mundial este plan no se pudo llevar a cabo.
La idea básica era convertir el castillo de Wewelsburg en el centro del mundo del Nuevo Orden.
En 1945 la torre norte fue parcialmente destruida. Se desconoce si dicha destrucción se debió a bombardeos o fue llevada a cabo por las SS para tapar lo que allí ocurría. El material que guardaba se dispersó. Los años siguientes fue reconstruida parcialmente basándose en los planos preparados por los servicios de Himmler.

## La búsqueda del Grial
El concepto del Grial estaba presente en el ocultismo alemán anterior al III Reich. Hacia el año 1900 se había fundado en Alemania una sociedad secreta ocultista llamada Hermandad del Santo Grial, también llamada Orden del Grial. Editaba una revista llamada Gott mins uns (que cambió de nombre sucesivamente a Asgard y ¡Zum Licht!). En la década de 1920 la sociedad se había reorganizado con el nombre de Nueva Orden del Grial y tenía una revista llamada Der Gral, que era editada por el ocultista alemán Karl Heise. En 1926 Heise publicó en la revista del nazi Alfred Rosenberg, Der Welt-kampf, un artículo titulado "El hilo conductor de la política masónica contemporánea". La sociedad dejó de existir hacia 1930.
Theodor Reuss, miembro de la Ordo Templi Orientis, escribió en 1906 en la revista Oriflama, una de las más populares de la Alemania de entonces, lo siguiente:

El cáliz del Grial es simplemente el símbolo externo de la enseñanza esotérica, el cual nunca ha dejado de existir en todas las grandes religiones arias para vigorizar e inspirar.

El rosacruz alemán simpatizante de los nazis Arnold Krumm-Heller escribió en 1930 en una revista de su sociedad:

Barcelona, donde fue usado en primer lugar el nombre de Ramla, está situada muy cerca del monte del Santo Graal (Montserrat) que recibió un día la visita del Gran Santo José de Arimatea y hay que tener en cuenta que este fue nacido en RAMLA (Palestina), que con anterioridad se llamó Samuel, y que desde los tiempos del Santo hasta nuestros días ha venido llamándose Ramla-Rambla. Tenemos, pues, un recuerdo del Santo, del Célebre Senador Romano, no solo en la Santa Montaña sino hasta en las Avenidas encantadoras de Barcelona y ellas nos hablan con mudo y silencioso lenguaje del que fuera tan eminente Rosa-Cruz.

Jörg Lanz von Liebenfels escribió en 1913 una artículo en la revista Ostara, de la cual Hitler era lector, un artículo titulado El Santo Grial del misterio de la religión racial ario-cristiana donde afirma que "la leyenda del Grial es una representación del culto a la pureza racial de los antiguos caballeros templarios" y que "el Grial es el Dios-hombre, llevado y mantenido por la mujer casta de clase superior".
Himmler se fijó en las obras de Chrétien de Troyes y de Wolfram von Eschenbach. En ellas no se describía el Grial claramente, dejando el objeto sumido en el misterio. Según ellos, el Grial podía conceder incontables bienes, así como matar, herir o provocar la desaparición de quienes no fueran dignos. Las SS buscaron información sobre el Grial en Troyes, donde había nacido Chétrien, y en Eisenbach, donde nació Wolfram.
Por otro lado, el caldero, copa o recipiente mágicos estaban también en la tradición céltica y nórdica. Fueron usados por los dioses como Dagda o Rhiannon. Servían para curar o resucitar guerreros muertos, que regresaban sin habla para no poder contar los secretos del más allá.
Otto Rahn escribió Cruzada contra el Grial (1934) y La Corte de Lucifer (1937). Examinó las conexiones entre las viejas tradiciones griálicas conservadas en la región francesa de Languedoc y el movimiento de los cátaros. Esas leyendas hablaban del Grial como una fuerza espiritual capaz de lograr una transformación en los iniciados. Rahn explicaba que el Grial era inmaterial y que se podía identificar formalmente con una piedra caída de la frente de Lucifer cuando fue expulsado del Cielo, conocida como lapis exilis, que ya había sido mencionada previamente por Von Eschenbach en su obra Parzival.
Según la escritora Heather Pringle una de las estancias del castillo de Wewelsburg pasó a ser conocida como el "Cuarto del Grial" y tenía tenía un cristal de roca que representaba el Grial en el centro.
Himmer ofreció a Rahn un cargo privilegiado en el Instituto Ahnenerbe y en su consejo personal.Otto Rahn, no contaba con la simpatía de la mayoría de jefes del NSDAP por su condición homosexual y por la posibilidad de que tuviera antepasados judíos según investigaciones de la Gestapo.
Para Rahn el castillo del Grial habría podido ser el castillo cátaro de Montsegur pero, tras el exterminio de los cátaros, la Iglesia católica se lo habría llevado a la abadía benedictina de Montserrat. El lugar donde se encontraba el Grial había sido llamado Muntsalvatsche en la obra de Wolfram von Eschenbach y Montsalvat en la obra Parsifal de Richard Wagner.
El miembro de las SS Otto Skorzeny dirigió una exploración a las cavernas cercanas a Montsegur.
Entre el 19 y el 24 de octubre de 1940 Himmler estuvo España. El 23 de octubre estuvo en la abadía de Montserrat. El benedictino Andreu Ripoll hizo de guía porque hablaba alemán. La escritora Montserrat Rico Góngora dijo haber entrevistado al benedictino Andreu Ripoll tres meses antes de su muerte. En 2007 Rico Góngora publicó su novela histórica La abadía profanada donde decía que Himmler había preguntado durante su visita a la abadía por el Grial y por todos los documentos relacionados con él.
El 22 de mayo de 1941, en Madrid, tuvo lugar un acto del Instituto Alemán de Cultura en que estuvieron presentes su director Theodor Heinermann, el ministro de Exteriores Ramón Serrano Suñer, el embajador alemán Eberhard von Stohrer y el arqueólogo Julio Martínez Santa-Olalla. Heinermann habló sobre el Grial y su relación con Montserrat.
El académico José Luis Cardero López ha especulado que el propósito de la torre norte del castillo de Wewelsburg, con la planta baja con la cruz gamada, la intermedia con el sol negro y la alta con la futura cúpula, era que se revelase en ella mediante ceremonias el Grial inmaterial.

## La lanza sagrada

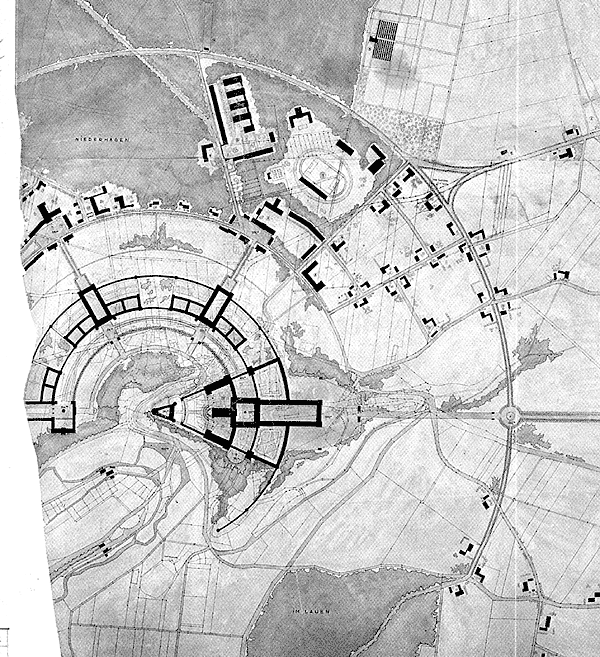
Plano de las SS de construcciones proyectadas en los alrededores del castillo de Wewelsburg. Se aprecia una forma de punta de lanza en el centro, en cuyo extremo está el castillo.

La punta de la lanza que supuestamente había atravesado el costado de Jesús en la cruz se guardaba entre las joyas imperiales (Reichskleinodien) en el Palacio Imperial de Hofburg en Viena, Austria. Adolf Hitler escribió en Mi Lucha que las joyas imperiales: 

[...] todavía se conservan en Viena y parecen actuar como reliquias mágicas más que como la garantía visible de un lazo de unión eterno. Cuando el Estado de los Habsburgo se desmoronó en 1918, los alemanes austríacos levantaron instintivamente un clamor por la unión con su patria alemana

Tras el Anschluss, cuando Austria fue anexada a Alemania en 1938, los nazis llevaron las joyas imperiales a Núremberg.
La lanza tenía también un significado en la cultura nórdica. Fue el arma de Odín, con la que se atravesó mientras estaba colgado del árbol sagrado Yggdrasil durante nueve días y nueve noches para recibir la sabiduría de las runas. En la mitología celta la lanza fue traída por los hijos de Dana desde el lejano norte, de donde procedían cuando llegaron a Irlanda. La lanza podía servir para herir o matar a los enemigos pero, si el dueño de la lanza no sabía manejarla con el conocimiento y saber necesarios, podía causarle daño. El objeto también podía emitir energía modulada como rayos o chispas que podía exterminar ejércitos. De vez en cuando era necesario "apagar" ese poder introduciendo la punta en un caldero lleno de "sangre mágica".
La lanza también estaba inserta en las historias sobre el Grial a través de una figura conocida como el Rey Pescador. Chrétien de Troyes describió la lanza con poderes destructivos, indicando que tenía una conexión más estrecha con las armas malignas de origen celta. Wolfram von Eschenbach también le daba un carácter oscuro a la lanza, afirmando que era venenosa. Según estas leyendas, de las dependencias del Rey Pescador salió una procesión con la lanza con una gota de sangre y el Grial.
Himmler planeaba transformar todo el entorno del castillo de Wewelsburg con una red de edificios e instalaciones, con propósito residencial y educativo para miembros escogidos de las SS, que iban a tener como extremo el propio castillo, de modo que este pareciese una especie de punta de lanza apuntando hacia el norte.

## Sábana de Turín
En la Segunda Guerra Mundial la Casa de Saboya llegó a preocuparse por la seguridad de la sábana que se guardaba en la capilla de su palacio de Turín, considerada por muchos como la tela que envolvió el cuerpo de Jesucristo. El 8 de septiembre de 1939 el objeto fue llevado a una capilla del Palacio del Quirinal de Roma y, el 25 de septiembre, a la abadía de Montevergine en Avellino. Los frailes se comprometieron a proteger la sábana. En 1943 los alemanes invadieron Italia y, al instalarse en Turín, preguntaron por la sábana. El 14 de septiembre de 1943 los nazis registraron las habitaciones de la abadía de Montevergine y entraron en la capilla pero no descubrieron la reliquia porque los frailes estaban rezando alrededor del altar, donde se guardaba. Terminada la guerra, la sábana fue expuesta en octubre de 1946 en Montevergine y, finalmente, fue devuelta a Turín.
En noviembre de 1946 la Revista Diocesana Turinesa publicó el siguiente comunicado:

Venerables sacerdotes e hijos amadísimos, he querido redactar estas líneas para que la historia religiosa de nuestro Turín recuerde esta retirada y posterior devolución de la Sábana Santa, uno de los muchos detalles de esta última guerra. Fue prudente sacarla de Turín, porque aunque fue respetado por las bombas, tal vez no lo habría sido por el invasor que se apresuró a pedir noticias.

## Karl Maria Wiligut

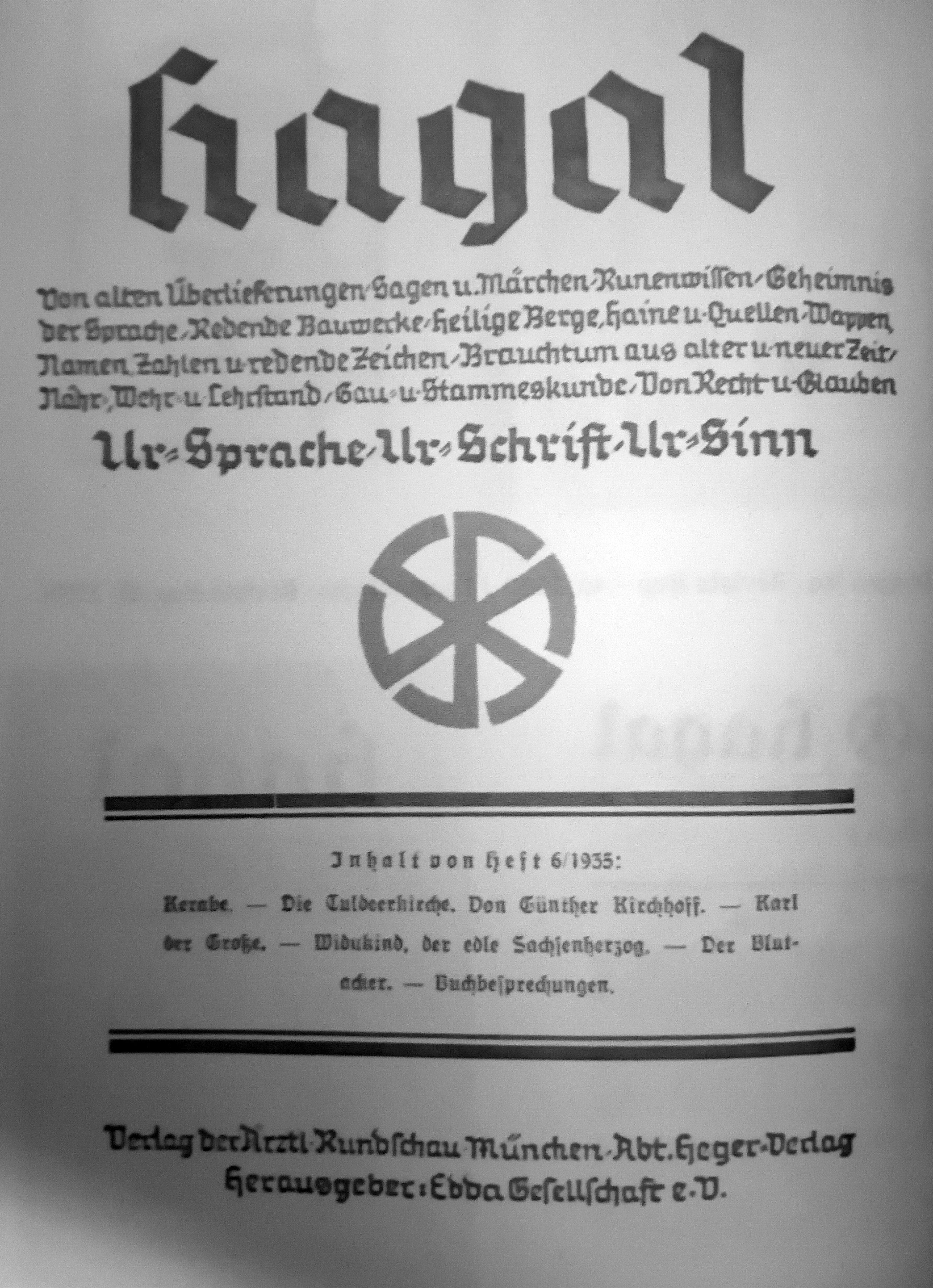
Portada del número 6 de la revista Hagal de la Sociedad Edda. 1935.

En 1925 se fundó la Sociedad Edda, vinculada al mundo de las runas, que tuvo como ideólogo a Karl Maria Wiligut. Rudolf John Gorsleben fue su gran maestre y Werner von Bülow director ejecutivo. Esta sociedad existió durante unos veinte años. Editaba una revista que se tituló durante una etapa Hag All-All Hag y que tenía como subtítulo "Comunicaciones mensuales de la Sociedad Edda para todas las cuestiones de tecnología cósmica, estrellas, destino y conocimiento rúnico, idioma ancestral, escritura ancestral, significado ancestral en los Eddas, Vedas, la Biblia y todas las demás tradiciones arias ancestrales, editada por la Sra. Elisabeth John Gorsleben". En la década de 1930 se acercaron a esta sociedad el Reichsführer de las SS Heinrich Himmler y el ministro de Agricultura y director de la Oficina de Raza y Reasentamiento Walther Darré.
Frieda Dorenberg era miembro del Partido antes que el propio Hitler, ya que contaba con el carnet número 6, y era llamada "la conciencia del Partido". Tras una etapa de ostracismo y un paso por el psiquiátrico, fue recuperada por Wiligut. Frieda fue miembro de la Sociedad Edda y se dedicó a dar conferencias con Wiligut.
Wiligut creó un grupo más secretista con el nombre de Hijos Libres de los Mares del Norte y Báltico. También empezó a usar como seudónimo "Jarl Widar". Este grupo se reunía para hablar de tradiciones y leyendas y realizar rituales de magia en la casa de Käthe Schäfer-Gerdau en Mühlhausen.
Wiligut llegó a ser Brigadeführer de las SS y mentor mayor de Himmler.  Escribió un documento en 1935, que fue leído y archivado por Himmler, con invocaciones. Algunas procedían de sus Dichos de Halgarita (Halgarita Sprüche).
Las invocaciones silenciosas llevadas a cabo alrededor de Wewelsburg exigían gran concentración y dedicación, al igual que en el entrenamiento chamánico.
Karl Maria Wiligut escribió Los nueve mandamientos de Gôt, con una estructura parecida a la adoptada por Carl Gustav Jung en Siete sermones a los muertos. Dios (Gôt) sería todo, la unidad. Gôt sería la diada de espíritu y materia pero también la tríada de espíritu, fuerza y materia. Wiligut pretendía trazar un camino que llevase hacia la manifestación y revelación, en nuestro mundo, de los elementos de la diada y la tríada.
En la sexta frase de sus Dichos de Halgarita se dice que Gôt está generando eternamente. Estaríamos en un comienzo sin final, que es el propio Gôt.

## Haus Atlantis
El edificio Haus Atlantis (Casa de la Atlántida) se encontraba en la Böttcherstrasse de Bremen. Fue diseñado por el escultor Bernhard Hoetger entre 1929 y 1931 basándose en las ideas del empresario Ludwing Roselius y del etnógrafo neerlandés Herman Wirth. Los tres eran por entonces entusiastas nacionalsocialistas.
Uno de los elementos del edificio era una figura de Odín colgando del árbol Yggdrasil con el costado atravesado por una lanza y todo rodeado por un círculo de runas con un verso de la Edda poética. En el interior se encontraba la Sala del Cielo, con una bóveda acristalada en blanco y azul.
Wirth tenía la teoría de que hubo un territorio entre Escandinavia y las islas británicas que fue hundido por un maremoto 10 000 años antes de Cristo. Según este autor, este había sido el origen de la civilización hiperbórea y de la mitología nórdica. Esta teoría no convenció  a Alfred Rosenberg.
El propio Hitler no estuvo a favor de lo construido aquí, calificando la "cultura de la Böttcherstrasse" contraria al ideario del partido.

## Savitri Devi
Savitri Devi nació en Francia en 1905. Su familia era de origen griego y, en 1925, renunció a la nacionalidad francesa y tomó la griega. En 1940 emigró a la India, cambió su nombre francés por uno de origen hindú y se casó con el nacionalista hindú Brahmin Asit Khrisna Mukherji. Pronto colaboró con grupos de hindúes contrarios al Imperio británico y empezó a simpatizar con otro enemigo de los británicos: el nacionalsocialismo alemán.
Sus escritos han influido en el neonazismo y el ocultismo nazi. Rechazando el judaísmo y el cristianismo, creía en una forma de monismo panteísta; un único cosmos de la naturaleza compuesto por energía-materia divina. Dentro del neonazismo, promovió el ocultismo, la ecología y el movimiento de la Nueva Era.
Para Devi, la raza aria debía estar dirigida por un líder, cuya naturaleza ha de mostrarse como algo superior, con una sustancia basada en las divinidades antiguas.
Devi le daba mucha importancia a Akenatón, que abolió los antiguos dioses y se presentó a sí mismo como Hijo de Dios, fundando lo que ella llamaba la primera religión científica. Este habría inaugurado el concepto de raza superior, unido a una filosofía que lo sostenía.
Era posible, pues, cambiar el mundo con la ayuda de los dioses y sus enviados. Los dioses luchaban entre sí como después lo empezaron a hacer los humanos. Había luchas estériles y otras nobles, que servían para revelar las mejores cualidades de los dioses y de sus enviados en la tierra. La lucha de los ángeles era, pues, un eco de aquellas batallas de dioses antiguos.
Mientras que un sistema religioso se manifiesta desde este mundo hacia otro momentáneamente espiritual el nacionalsocialismo modifica el mundo presente. Con todo, en ambos casos se trabaja con creencias.
En 1953 Devi visitó el complejo megalítico de Externsteine, donde Carlomagno había aplastado la religión pagana acabando con las armas con los últimos restos del roble sagrado Irminsul. En pleno crepúsculo  hizo el saludo romano con la mano derecha mientras que con la otra mano cruzó los dedos formando un signo de antiguas deidades. Entonces, realizó una oración mental para despedir el Sol hasta la próxima ocasión con las siguientes palabras:

La noche y la muerte se ha cerrado en nosotros durante más de ocho años, y la Luna derrama sus rayos lívidos y su paz: la paz del sueño, que es el olvido; la paz de aquello que pertenece al pasado [...] Pero el silencio del crepúsculo mágico no tiene ningún efecto sobre nosotros. Permanecermos bien despiertos, esperando la próxima salida del astro rey, para el día en que nos levantaremos, sosteniendo la bandera sellada con la rueda del Sol.

Según el académico Mattias Gardell, Devi llegó a considerar a Hitler un avatar de Visnú, un ejemplo de «hombre contra el tiempo» previo a la reencarnación de Kalki.

## En la cultura popular
El ocultismo nazi ha inspirado numerosos libros, cómics, videojuegos y películas desde el campo de la ficción. También se han escrito ensayos de este asunto con información inventada o pseudohistóricos.
El ensayo La lanza del destino (1972) de Trevor Ravenscroft trata el tema de Hitler y la lanza de Longinos con numerosas invenciones.
Jospeh P. Farrell escribió el ensayo El imperio del sol negro (2005), que también tiene importantes dosis de invención. Se mezcla ocultismo nazi, alquimia, un refugio en la Antártida y ovnis nazis.
El ensayo El ocultismo nazi (2013) de Kenneth Hite también mezcla historia con invenciones, como el ya mencionado refugio nazi en la Antártida.
El cómic El Capitán Gravedad y el poder de Vril, de Joshua Dyssart y Sal Velluto, trata de un superhéroe afroamericano luchando contra magos nazis. En el trasfondo también está la Sociedad Vril.
El cómic Hellboy de Mike Mignola trata de un personaje invocado desde el Infierno a este mundo por un ritual nazi fallido que se enfrenta a ocultistas nazis, soldados simios y otros monstruos.
El juego de rol GURPS WWII de Steve Jackson abarca el ocultismo nazi, líneas temporales alternativas, conspiraciones, monstruos, superhéroes y armas prodigiosas que jamás existieron.
En el videojuego Return to Castle Wolfenstein hay mucho ocultismo nazi.
En el cine, pueden mencionarse las películas Indiana Jones en Busca del Arca Perdida (1981), Indiana Jones y la Última Cruzada (1989), Indiana Jones y el Dial del Destino (2023), Fullmetal Alchemist: Conquistador de Shamballa (2005) y Lupin III: The First (2019).